# Bolitophila bucera
Bolitophila bucera is een muggensoort uit de familie van de Bolitophilidae. De wetenschappelijke naam van de soort is voor het eerst geldig gepubliceerd in 1940 door Shaw.